# Sabino Buenavista
Sabino Buenavista är en ort i Mexiko.   Den ligger i kommunen Puruándiro och delstaten Michoacán de Ocampo, i den centrala delen av landet, 270 km väster om huvudstaden Mexico City. Sabino Buenavista ligger 1 907 meter över havet och antalet invånare är 600.
Terrängen runt Sabino Buenavista är huvudsakligen kuperad, men åt sydväst är den platt. Terrängen runt Sabino Buenavista sluttar norrut. Runt Sabino Buenavista är det ganska tätbefolkat, med 100 invånare per kvadratkilometer. Närmaste större samhälle är Puruándiro, 7,7 km öster om Sabino Buenavista. I omgivningarna runt Sabino Buenavista växer huvudsakligen savannskog.